# Doomsday Clock
"Doomsday Clock" är en låt av det amerikanska bandet The Smashing Pumpkins, skriven av Billy Corgan. 
Låten är öppningsspåret på skivan Zeitgeist som släpptes 2007 på skivbolaget Reprise Records och är 3 minuter och 47 sekunder lång.
Låten var soundtrack till filmen Transformers.